# Ascoli Piceno
Ascoli Piceno település Olaszországban, Ascoli Piceno megyében.

## Fekvése
Az Adriai-tengertől nyugatra, Castagneti nyugati szomszédjában fekvő település.

## Története
Ascoli Piceno már az ókorban is lakott hely volt. Itt vezetett át a Rómát az Adriai tengerrel összekötő fontos sókereskedelmi út a Via Salaria, a „Sóút”, hogy összekösse Laziót az Adriai-tenger partján működő sólepárlókkal. Egy időre a város névlegesen függetlenné vált a Római Birodalomtól Itália más városaival együtt, ezt azonban Róma nem tűrte el, és visszafoglalta őket.
A középkorban Ascolit a keleti gótok, majd I. Faroald longobárd király serege pusztította. Közel két új évszázadon át a Lombard Nagyhercegség (Spoleto központtal) része volt (593–789).
1189-ben egy köztársasági önkormányzat jött létre itt, amely azonban belső viszályok miatt végül elbukott. Ebben a labilis helyzetben megnyílt az út a külföldi diktatúrák felé, mint pl. I. Galeotto Malatesta (14. század), és Francesco Sforza. 1482-ben a Sforzák kiszorultak, de Ascoli ismét kénytelen volt alávetni magát a pápai fennhatóságnak. 1860-ban Marchéval és Umbriával együtt az újonnan létrejött egységes Olasz Királysághoz csatolták.

## Nevezetességek
- Sant’Emidi székesegyház
- Lombard-palota
- Ercolani (11–12. századi vár)
- Ferences kolostor
- Palazzo dell’Arengol
- Palazzo dei Capitani del Popolo
- Szent Ferenc-templom – gótikus stílusú
- Szent Domonkos-kolostor – reneszánsz stílusú (17. századi freskók)

## Galéria

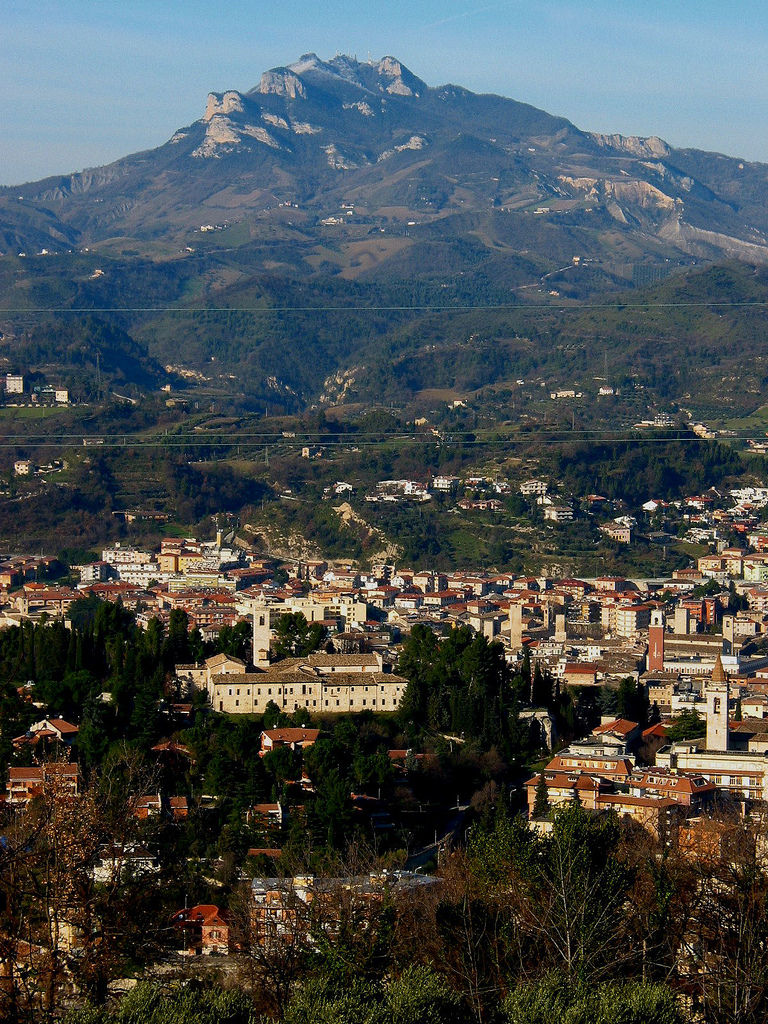
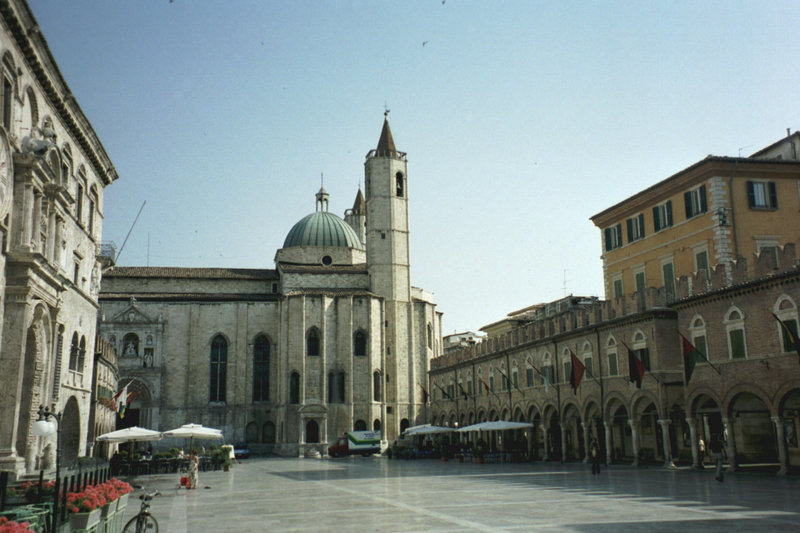
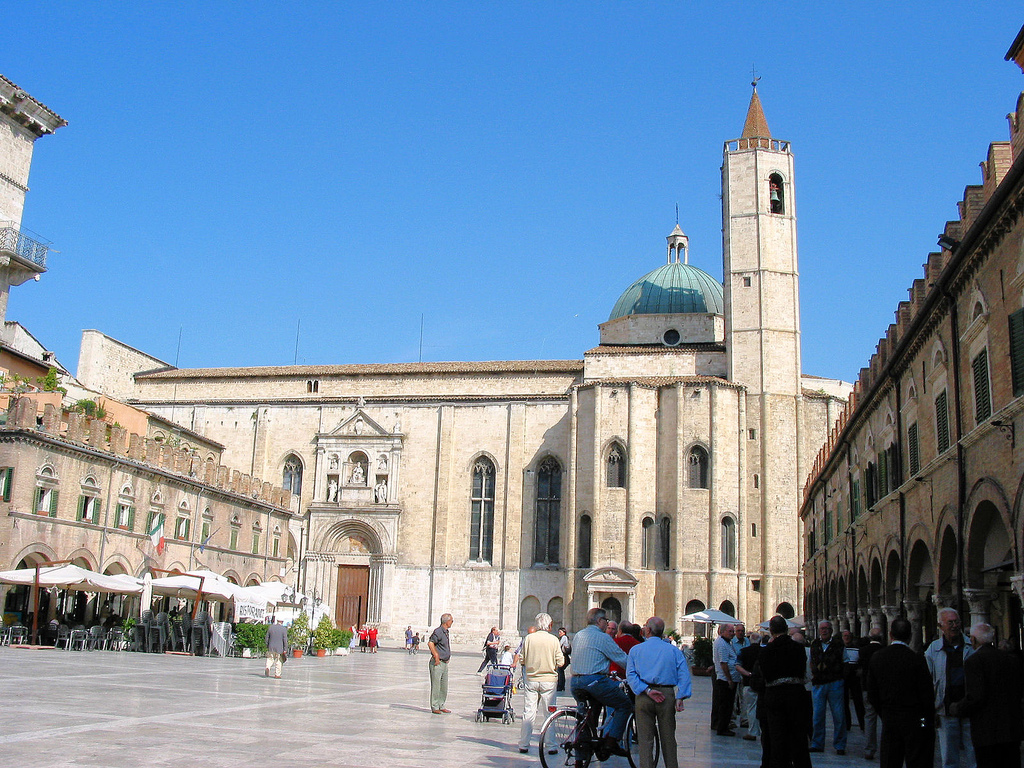
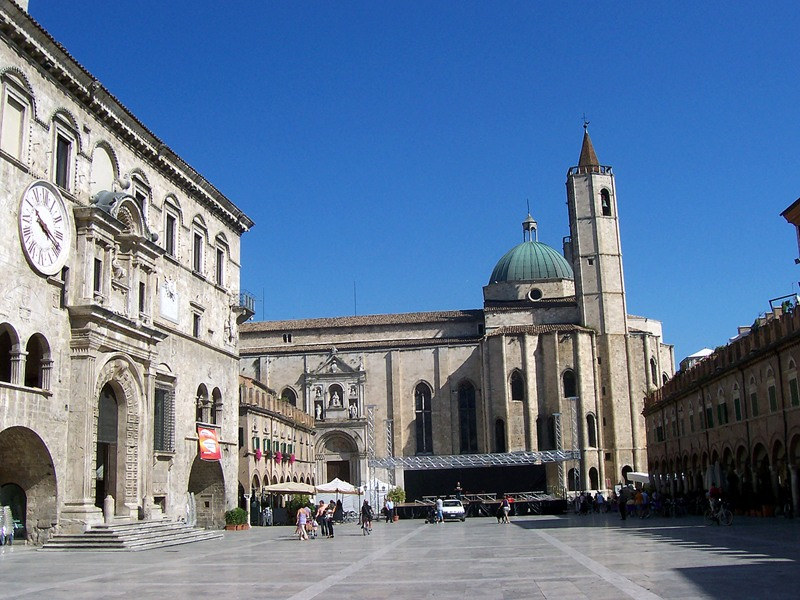
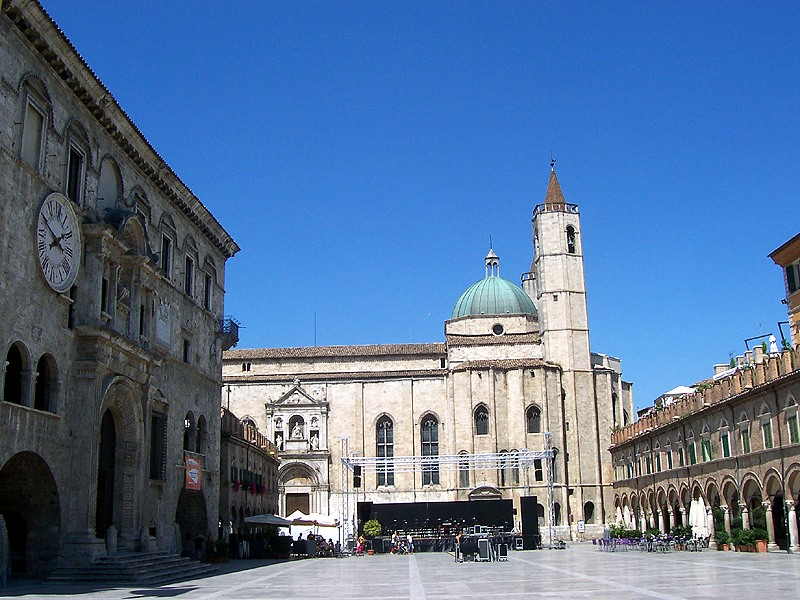
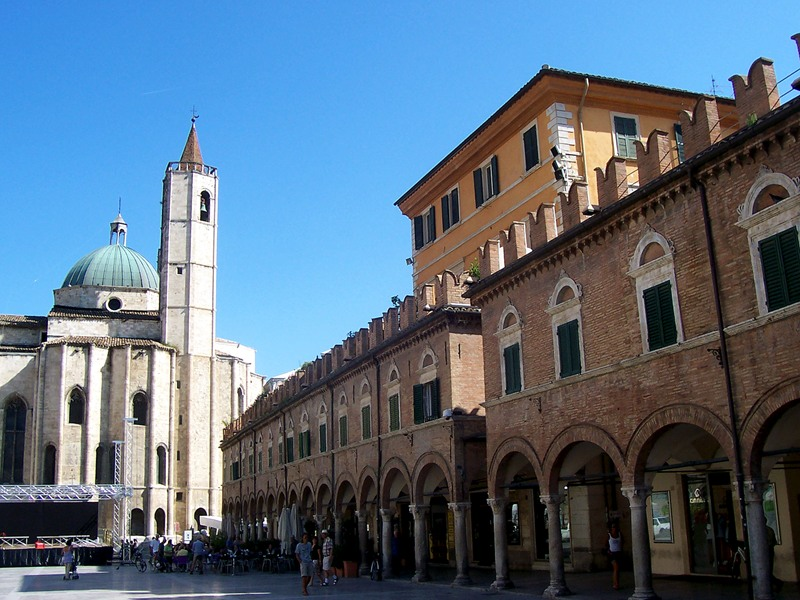
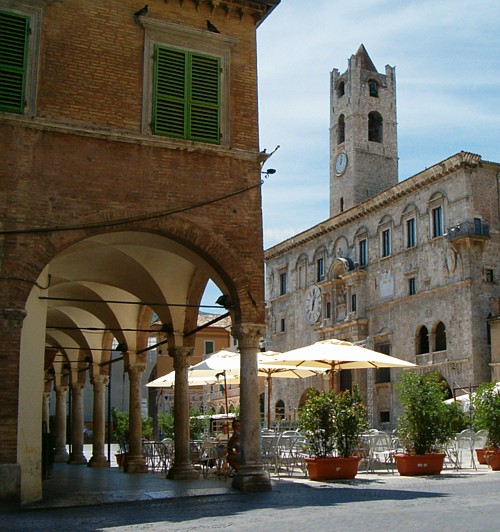
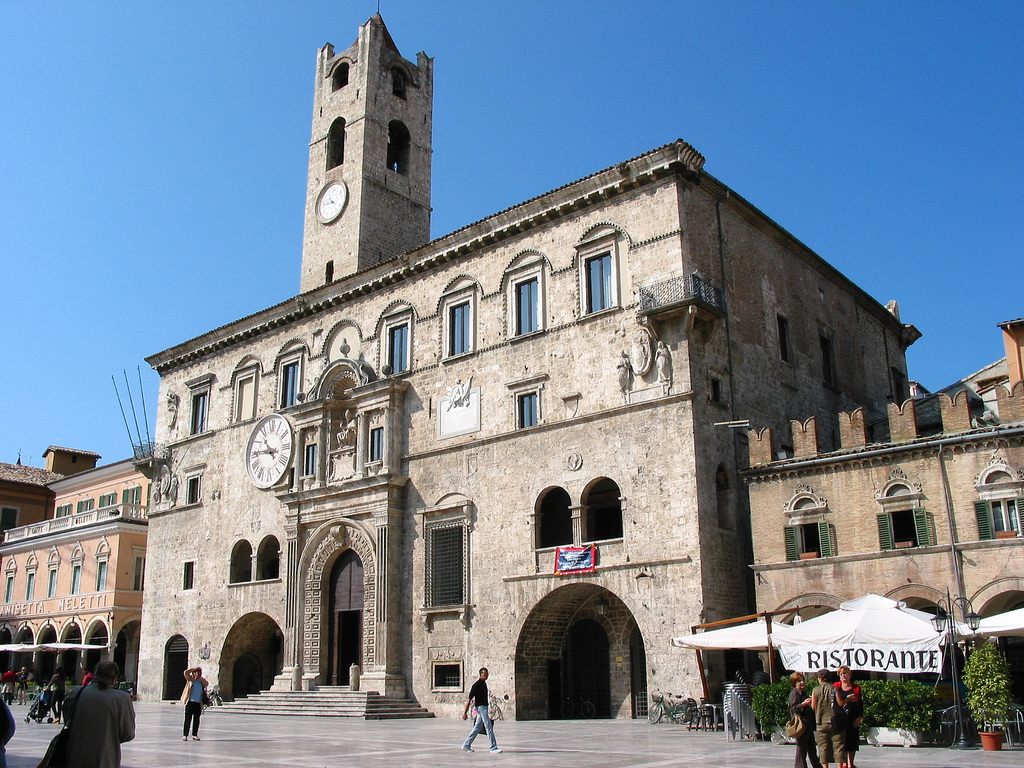
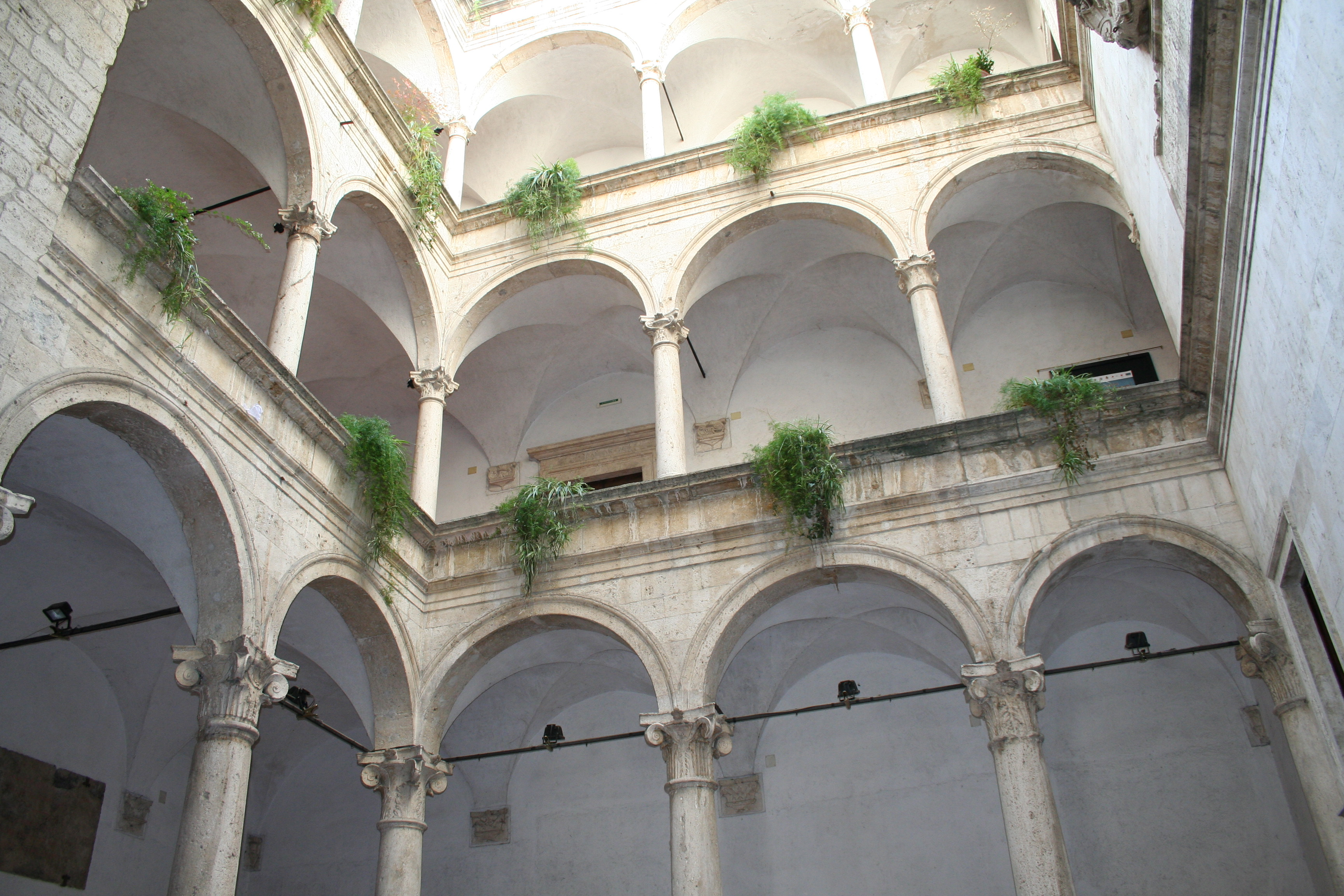
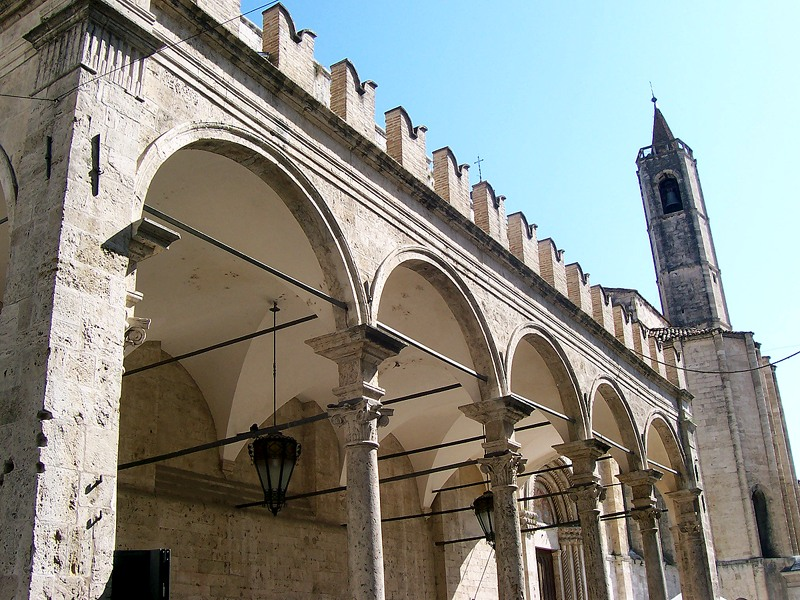
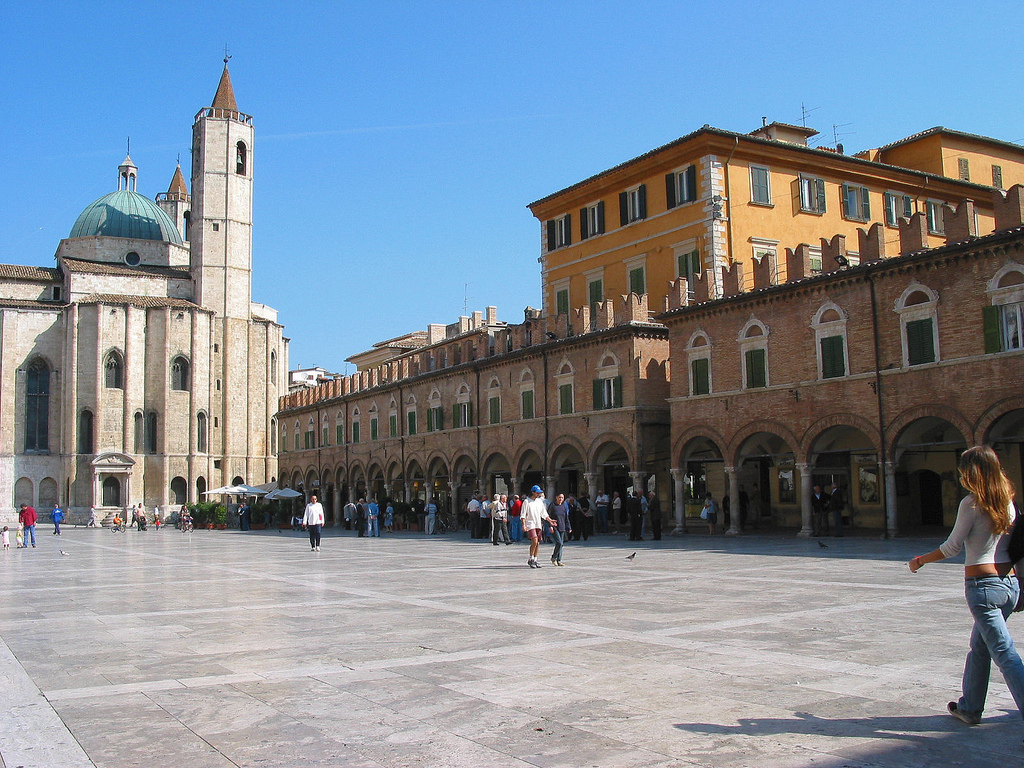
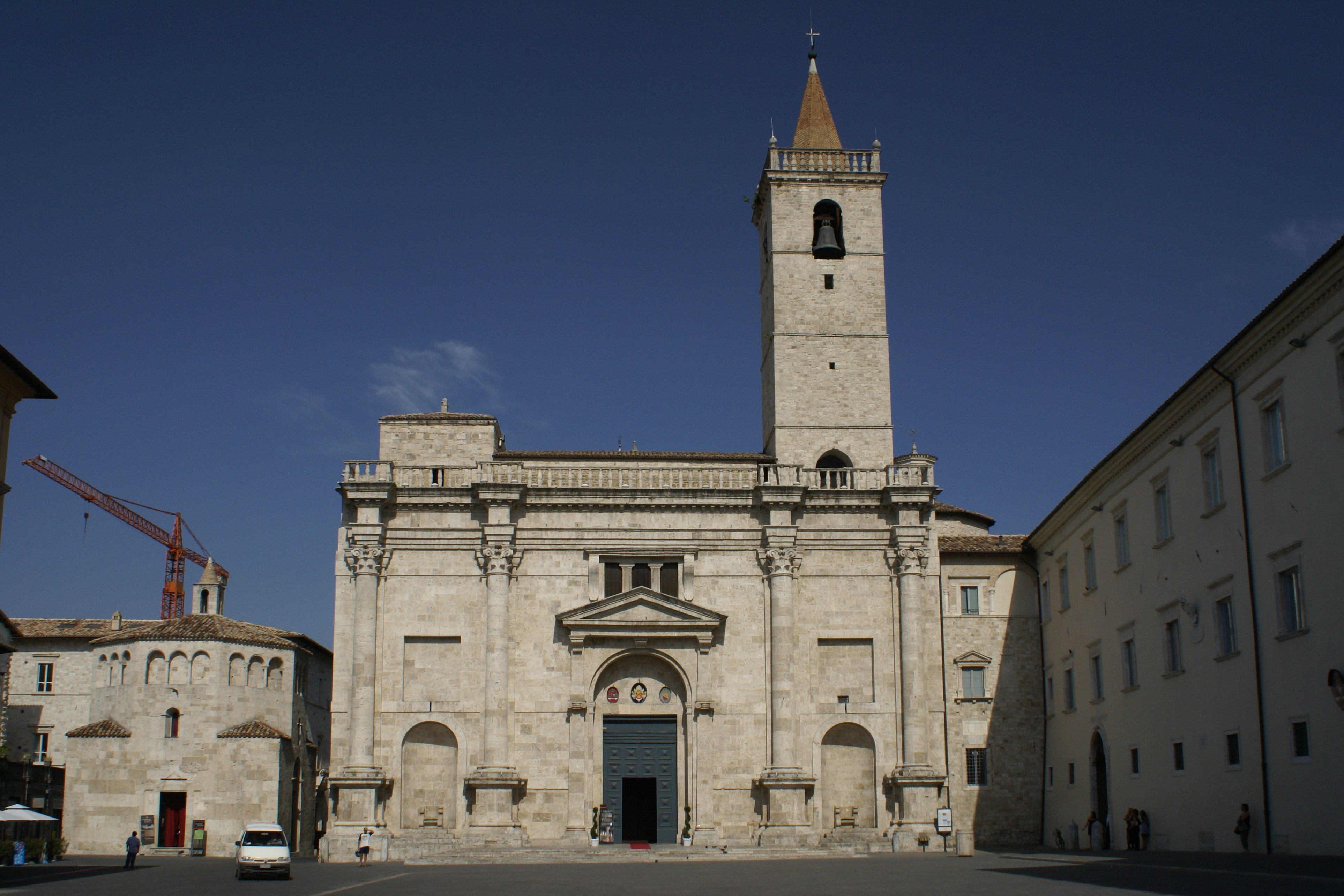
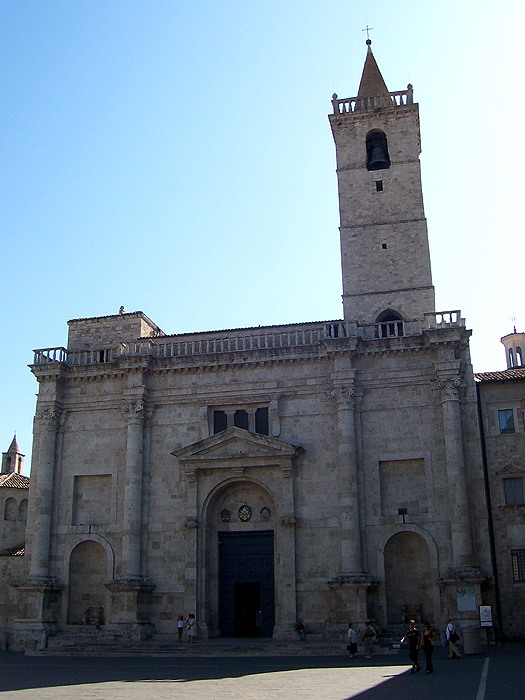
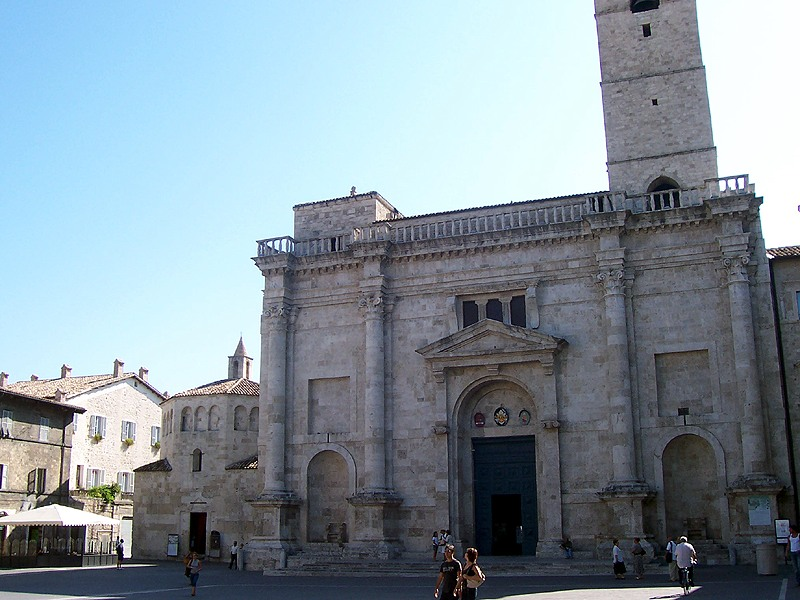
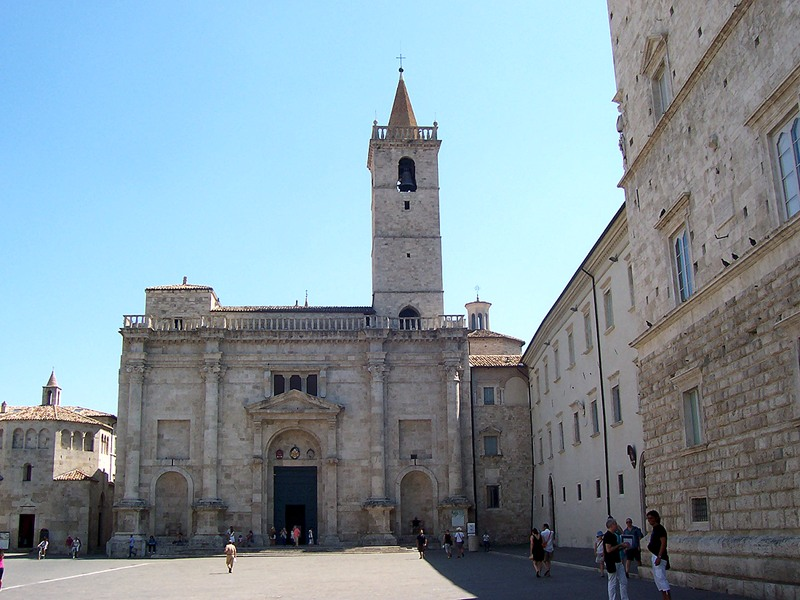
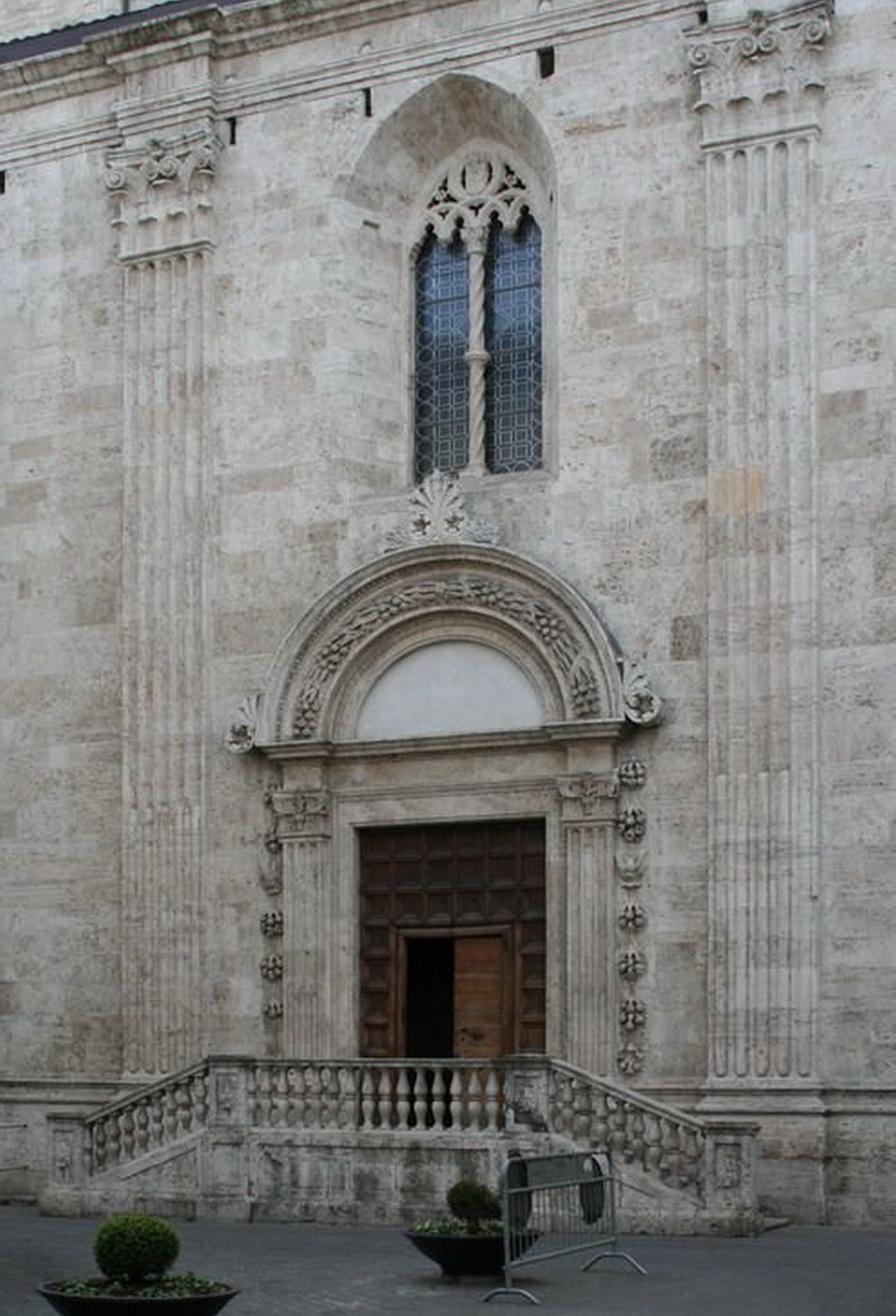